# White Ensign

Le White Ensign

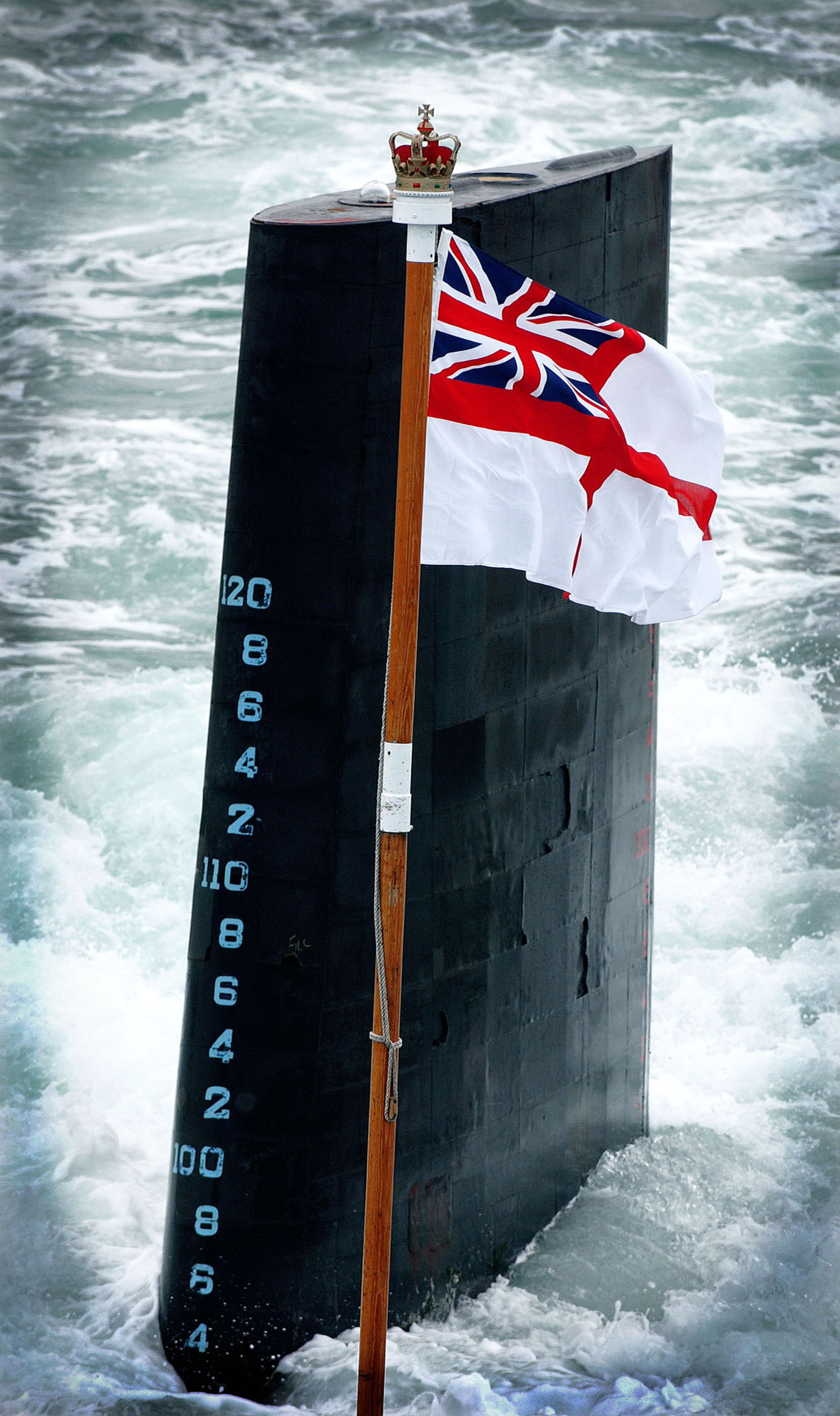

Le White Ensign (appelé aussi Saint George's Ensign ; Pavillon de Saint-Georges en français) est le pavillon de la marine militaire britannique, appelée la Royal Navy. Il est composé d'une croix de Saint-Georges rouge sur fond blanc avec l'Union Jack dans le canton supérieur à l'attache. Ce pavillon se bat sur les bateaux de la Royal Navy et aux bases navales opérées par celle-ci. Le Royal Yacht Squadron et les vaisseaux accompagnant le roi Charles III l'arborent également.
Sur la terre, pour représenter les marins tués dans les guerres, un White Ensign est toujours présent sur le Cénotaphe à Londres. Le pavillon peut être aussi hissé sur l'église St Martin-in-the-Fields dans la même ville, parce qu'elle est l'église de l'Amirauté. L'Arche de l'Amirauté est normalement décoré avec les White Ensigns aux occasions cérémonielles, comme la fête de Saint-Georges ou l'anniversaire de la Bataille de Trafalgar.

## Histoire

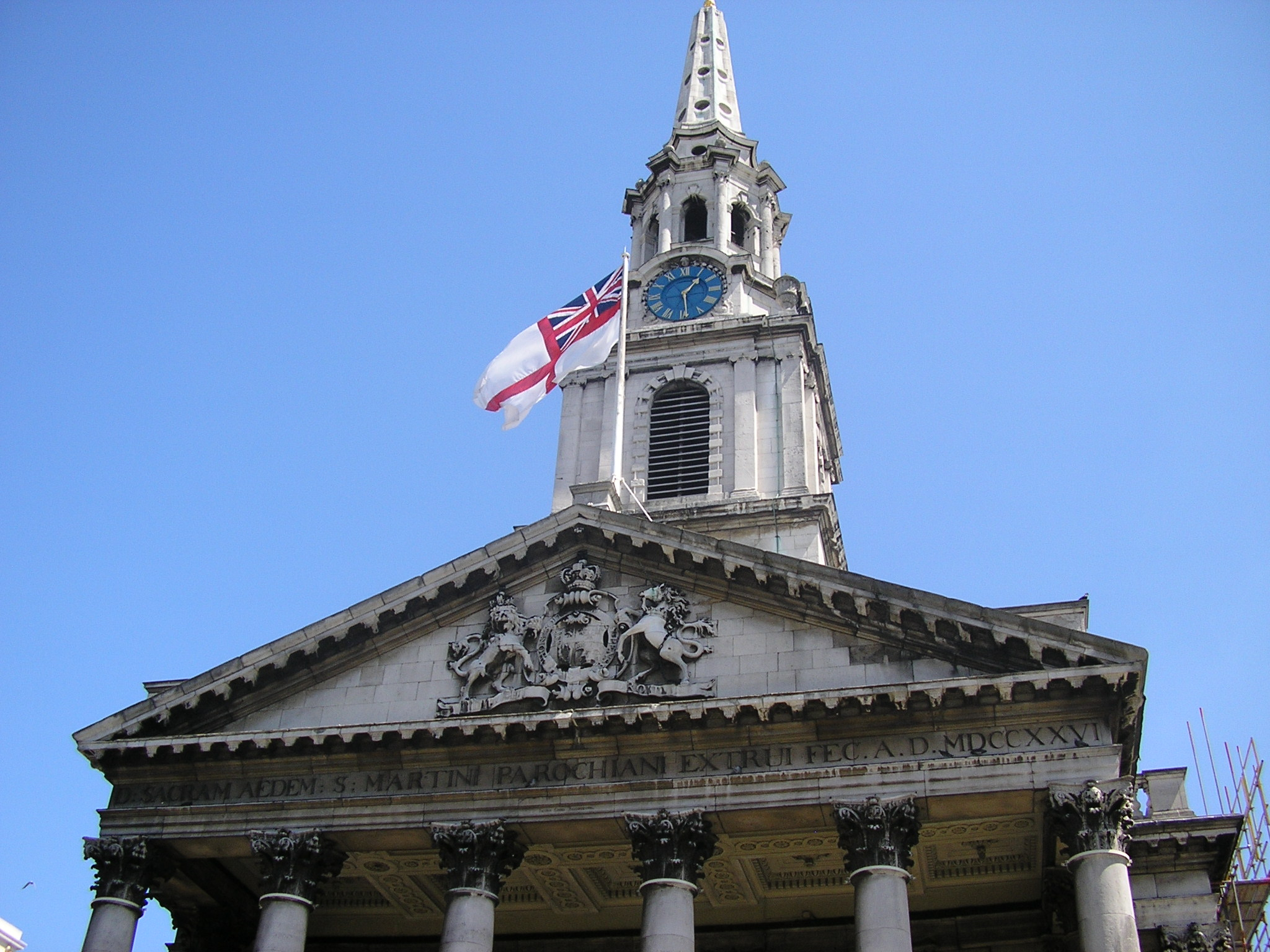
Le White Ensign sur l'église St Martin-in-the-Fields

Avant la réorganisation de la Royal Navy, en 1864, le White Ensign était le pavillon d'une des trois escadres de la Royal Navy.

Liens hériarchiques entre les grades des amiraux des différentes escadres, ainsi que les pavillons concernés.

Cela changea en 1864, quand un Décret du Conseil attribua le Red Ensign à la marine marchande, le Blue Ensign aux navires de service public ou commandés par un officier réserviste de la Royal Navy, et le White Ensign à la Navy.

## Les autres White Ensign
De même que le Royaume-Uni, plusieurs autres nations généralement membres du Commonwealth utilisent le White Ensign en remplaçant l'Union Jack du canton par leur propre drapeau et en supprimant parfois la croix de Saint-Georges.
| Pavillon | Désignation du pavillon                     | Pays                      | Utilisation                                    |
| -------- | ------------------------------------------- | ------------------------- | ---------------------------------------------- |
|          | South African Navy Ensign                   | Afrique du Sud            | Marine sud-africaine                           |
|          | Pavillon des forces royales de défense      | Antigua et Barbuda        | Forces royales de défense d'Antigua et Barbuda |
|          | Royal Australian Navy Ensign                | Australie                 | Royal Australian Navy                          |
|          | Bahamas Naval Ensign                        | Bahamas                   | Forces armées bahaméennes                      |
|          | Pavillon de la marine de guerre (Navy).     | Bangladesh                | Marine du Bangladesh                           |
|          | Pavillon naval de la Barbade                | Barbade                   | Garde côtière barbadienne                      |
|          | Pavillon naval de Brunei                    | Brunei                    | Forces armées brunéiennes                      |
|          | Canadian Naval Ensign                       | Canada                    | Forces canadiennes, Marine royale canadienne   |
|          | Fijian Naval Ensign                         | Fidji                     | Marine des Fidji                               |
|          | Pavillon naval du Ghana                     | Ghana                     | Forces armées du Ghana                         |
|          | Pavillon naval de la Grenade                | Grenade                   | Forces armées de la Grenade                    |
|          | Pavillon naval de l'Inde                    | Inde                      | Marine indienne                                |
|          | Pavillon naval de Jamaïque                  | Jamaïque                  | Forces de défense jamaïcaine                   |
|          | Pavillon naval de Jordanie                  | Jordanie                  | Forces armées jordaniennes                     |
|          | Pavillon naval du Kenya                     | Kenya                     | Forces de défense kényanes                     |
|          | Pavillon naval de Lituanie                  | Lituanie                  | Forces armées lituaniennes                     |
|          | Pavillon naval de Malaysia                  | Malaisie                  | Marine royale malaisienne                      |
|          | Pavillon naval de Myanmar                   | Birmanie                  | Forces armées birmanes                         |
|          | Royal New Zealand Navy Ensign               | Nouvelle-Zélande          | Royal New Zealand Navy                         |
|          | Pavillon naval de Papouasie-Nouvelle-Guinée | Papouasie-Nouvelle-Guinée | Forces armées de Papouasie-Nouvelle-Guinée     |
|          | Pavillon naval de l'État des îles Salomon   | Îles Salomon (État)       | Forces armées de Salomon                       |
|          | Pavillon naval de Sierra Leone              | Sierra Leone              | Forces armées de Sierra Leone                  |
|          | Pavillon naval de Singapour                 | Singapour                 | Marine de Singapour                            |
|          | Pavillon naval du Soudan                    | Soudan                    | Forces armées soudanaises                      |
|          | Pavillon naval de Sri Lanka                 | Sri Lanka                 | Marine srilankaise                             |
|          | Pavillon naval des îles Tonga               | Tonga                     | Marine des Tonga                               |
|          | Pavillon naval de Vanuatu                   | Vanuatu                   | Forces armées de Vanuatu                       |